# Vector (moleculaire biologie)

Plasmiden worden vaak als vector gebruikt

Een vector is in de moleculaire biologie een drager van genetisch materiaal die wordt gebruikt om DNA in een cel of organisme te brengen. Meestal gaat het om circulair DNA (plasmiden), maar ook virussen of kunstmatige chromosomen kunnen als vector dienen. Afhankelijk van het doel van de experimenten, wordt er een onderscheid gemaakt tussen kloneringsvectoren en expressievectoren.
Een kloneringsvector is een DNA-molecuul dat zich zelfstandig kan vermenigvuldigen (repliceren) binnen een gastheercel, vaak een bacterie zoals E. coli. Zulke vector bevatten elementen zoals een ori en meestal een selectiemarker, bijvoorbeeld een gen voor antibioticaresistentie. Kloneringsvectoren worden gebruikt om stabiele cellijnen te maken: nadat de cel deelt, bevat elke dochtercel ook een kopie van de vector. Deze techniek wordt veel toegepast bij de ontwikkeling van genetisch gemodificeerde organismen.
Een expressievector is ontworpen om een specifiek gen tot expressie te brengen, zodat er recombinant eiwit wordt geproduceerd. Dit gebeurt vaak in grote hoeveelheden, bijvoorbeeld bij de productie van insuline of antilichamen. Expressievectoren bevatten naast een promotorsequentie (die genexpressie aanstuurt) vaak ook tags voor eiwitzuivering.
De meest gebruikte vectoren zijn plasmiden: kleine, circulaire DNA-moleculen afkomstig uit bacteriën. Voor het kloneren van grotere DNA-fragmenten worden andere vectoren gebruikt, zoals cosmiden (die eigenschappen combineren van plasmiden en bacteriofagen), of kunstmatige chromosomen zoals het yeast artificial chromosome (YAC) en het bacterial artificial chromosome (BAC). In sommige toepassingen maakt men gebruik van virussen als vector, zoals lentivirussen of adenovirussen, omdat deze efficiënt genetisch materiaal in cellen kunnen afleveren.